# Владислав I Плоцький
Владислав I (пол. Władysław I; між 1398 та 1411 — 12 грудня 1455) — князь Мазовецький в Плоцьку, Раві, Гостиніну, Сохачеві, Белзі, Плонську, Завкшу і Візні разом з братами в 1426-1434 роках, в 1434-1442 роках на землях плоцькій, плонській, візькій та Завкшу, з 1442 року знову на цілій спадщині (без Гостиніна).

## Коротка біографія
Владислав I був четвертим за старшинством сином князя Плоцького Земовита IV та його дружини Олександри Ольгердівни. На сторінках історії з'являється вперше у березні 1424 року, коли перебував у Кракові з нагоди шлюбу дядька князя — Владислава II Ягайла з Софією Гольшанською.
Двома роками пізніше — на початку січня 1426 року помер батько Владислава — Земовит IV. Брати вирішили, що не робитимуть поділу, а кожен з братів і сестер формально зберігають право управляти всією спадщиною, тобто бути так званими неподільними братами. Пізніше в тому ж році (8 вересня) Владислав разом зі старшими братами Земовитом V і Тройденом II вирушили до Сандомиру, де склали польському королеві ленну присягу.
У 1431 році Владислав І, як васал разом з братами взяв участь у кампанії на Волині проти повсталого проти Польщі Свидригайла, однак, не відіграв в цьому великої ролі.
З невідомих причин в 1433 році Владислав посварився з братами і рішуче протестував проти їхньої пропольської політики, погрожуючи зв'язування з ворожим Ягайлові Тевтонським орденом. Проявом нелюбові до Польщі, можливо, було те, що князь не з'явився на коронацію наступника Ягайла — Владислава III Варненчика в липні 1434 року в Кракові.
31 серпня 1434 року Владислав І разом з братами Земовитом V та Казимиром II вирішили остаточно розподілити спадщину. Владиславові припав плоцький уділ разом з землею плонською і візькою, а також Завкжом.
Під кінець 30-х рр. XV ст. Владислав I в черговий раз змінив свої політичні погляди на користь Польщі, зближаючись до першої особи в короні — єпископа краківського Збіґнєва Олесницького. Проявом нових взаємин був візит князя, разом з Земовитом V, 20 травня 1438 року, до Нового Корчину, де князі рішуче підтримали політичну лінію єпископа (в тому числі йшлося про відмову Польщі від пропозиції посісти чеський престол Казимиром Ягеллончиком). Також там Владислав І разом з двоюрідним братом Болеславом IV Варшавським погодилися на приєднання 25 квітня до конфедерації направленої проти польських прихильників гуситського руху зосереджених навколо Спитка III Мельштинського.
Знайомство, що зав'язалось Владиславом І в Новому Корчині з Болеславом IV, незабаром принесло плоди, а саме спільною східною політикою мазовецьких князів. П'ясти, ймовірно за відома та згодою поляків, виступили проти Литви, користуючись замішанням, пануючим після смерті в 1440 році Сигізмунда I Кейстутовича. Офіційним приводом були претензії князів відносно Підляшшя, яке колись було у володінні Януша I Старшого. Військові дії на кордоні Владислав розпочав однак незвичайно обережно, залишаючи поле для діянь Болеславу IV. Внаслідок Владиславу вдалося тоді зайняти тільки Більськ. Небажання Владиславом робити великі військові зусилля виявилось в 1444 році, коли плоцький князь не вислав допомоги Болеславу, з великими втратами воюючого проти литовців.
Двома роками раніше смерть протягом короткого проміжку часу двох братів — Земовита V і Казимира II зробила Владислава правителем майже всією спадщиною (в руках вдови Земовита Малгожати Ратиборської залишився Гостинін). Прийняття близько половини Мазовії і Белзької землі уможливило Владиславу вести гнучкішу політику.
Це особливо неоднозначно виглядало в відносинах з Литвою, в якій з 1440 року правив брат правителя Польщі Владислава III (який був ленним паном мазовецьких П'ястів) — Казимир IV Ягеллончик. Мазовецькі князі рішуче тоді підтримали Михайлушку, сина убитого Сигізмунда I Кейстутовича, якого не тільки було прихильно прийнято при дворах в Варшаві і Плоцьку (дозволено також політичну агітацію), але також видано за нього сестру Владислава — Катерину.
Політична підтримка суперника Казимира на литовський престол стала особливо небезпечно з 1447 року, коли молодий Ягеллон став королем Польщі. У 1448 році Казимир Ягеллончик став претендувати на Белзьку землю, перейнятої Владиславом від померлого в 1442 році брата Казимира II. Тільки завдяки контактам з Фрідріхом III Габсбургом, племінником Владислава (той був сином Цимбарки, доньки Земовита IV), вдалося переконати Ягеллона до згоди. Відповідно до угоди, Владислав залишився князем Белзьким, в обмін на що припинив підтримувати Михайлушку і визнав Казимира IV литовським правителем.
Нарешті, в 1450 році було досягнуто повного порозуміння, проявом чого було відправлення, відповідно до Владиславого васального обов'язку, його збройних частин у молдовський похід. Проте Владислав до кінця життя залишився неприхильно настроєним по відношенню до Польщі, про що свідчить збереження нейтралітету після вибуху тринадцятирічної війни з Тевтонським орденом, в конфлікті якого П'яст старався відіграти роль медіатора.
Дружиною Владислава І стала в 1442 або 1443 року Анна, донька князя Олесницького Конрада V. Від цього шлюбу було двоє синів: Земовит VI і Владислав II. Владислав I Плоцький помер у ніч з 11 на 12 грудня 1455 року в своєму палаці в Неджведжі недалеко від Сохачева. Причиною смерті була напевно спадкова хвороба мазовецьких князів — туберкульоз. Князь був похований в плоцькому кафедральному соборі РКЦ. Після смерті Владислава владу в уділі від імені його малолітніх синів очолив через регентство єпископ Плоцький Павло Гижицький. Дружині Анні Олесницькій князь залишив каштелянство Сохачевське.
| Попередник Земовит IV |  | Князь плоцький 1426-1455 до 1434 разом з братами |  | Наступник Земовит VI Владислав II |

| Попередник Земовит IV |  | Князь белзький 1426-1434 разом з братами |  | Наступник Казимир II |

| Попередник Земовит IV |  | Князь візький 1426-1455 до 1434 разом з братами |  | Наступник Земовит VI Владислав II |

| Попередник Земовит IV |  | Князь равський 1426-1434 разом з братами |  | Наступник Земовит V |

| Попередник Казимир II |  | Князь белзький 1442-1455 вдруге |  | Наступник Земовит VI Владислав II |

| Попередник Земовит V |  | Князь равський 1442-1455 вдруге |  | Наступник Земовит VI Владислав II |